# Callistege triangula
Callistege triangula là một loài bướm đêm trong họ Erebidae.